# موگامی توکونای
موگامی توکونای ((به ژاپنی: Mogami Tokunai);最上 徳内 1755 – الگو:تاریخ -مرگ و age) گردشگر، جغرافی‌دان، و نقاش اهل ژاپن بود.